# Ватаман (язык)
Ватаман (Wadaman, Waderman, Waduman, Warda’man, Wardman, Wardaman, Warduman, Wartaman, Wordaman) — изолированный австралийский язык, на котором говорит народ ватаман на вершине реки Дали на Северной территории в Австралии.
У ватаман существует следующие диалекты:
На такоман (Dagoman) говорят на Северной территории в Австралии.
На янгман (Dagoman, Jungman, Yangman) говорят около ручья реки Эльзи и в городе Катерина на Северной территории в Австралии.

## Фонология

### Согласные
|           | Перифер. | Перифер. | Альв.-палатал. | Апикал.     | Апикал. |
| Губ.-губ. | Веляр.   | Альвеол. | Альв.-палатал. | Ретрофлекс. |         |
| --------- | -------- | -------- | -------------- | ----------- | ------- |
| Взрыв.    | b        | ɡ        | d̠ʲ             | d           | ɖ       |
| Нос.      | m        | ŋ        | n̠ʲ             | n           | ɳ       |
| Бок.      |          |          | l̠ʲ             | l           | ɭ       |
| Одноудар. |          |          |                | ɾ           |         |
| Аппрокс.  | β̞        |          | j              | ɹ̠           | ɹ̠       |

Альвео-палатальные согласные произносятся с лезвием языка; в конце слога они могут звучать подобно yn и yl для английского уха. Даже y имеет боковые и распространённые произношения с лезвием и основной частью языка. Существует очень мало акустической разницы между двумя апикальным по сравнению с другими языками этой области. Альвеолярные могут добавлять небольшой ретрофлексный на величине скольжения для следующих гласных, и ретрофлексные могут поглощать альвеолярные в некоторых словах. Тем не менее, они остаются фонематически различимыми. Франческа описывает w как губной и замечает, что он там небольшой или без округления губ или выступающий (кроме ассимиляции к следующим /o/ или /u/). Согласный r является пост-альвеолярным.

### Гласные
|                | Передний ряд | Задний ряд |
| -------------- | ------------ | ---------- |
| Верхний подъём | i            | u          |
| Средний подъём | e            | o          |
| Нижний подъём  | a            | a          |